# 우야
우야(영어: Ouya /ˈuːjə/)는 안드로이드로 구동되는 오픈소스 게임기이다. 2012년, 줄리 어맨(Julie Uhrman)이 시작한 프로젝트로, 킥스타터를 통해 초기투자금 850만 달러를 유치했다. 이는 킥스타터 사상 두 번째로 높은 액수이다. 2013년 3월 28일 투자자에게 배송이 시작되었고, 일반 공개는 같은 해 6월 25일에 이뤄졌다.

## 평가
베타 버전은 몇가지 문제점이 발견되어 주요 매체로부터 혹평을 받았다. 엔가젯은 '아직 판매할 수준이 아니다'(It's simply not ready for retail.)라 평했으며, 더 버지(The Verge)는 '좋은 아이디어와 잠재적 미래라는 가능성은 있지만, 돈을 쓰기엔 턱도 없다'(This is a product with some good ideas and a potentially promising future, but it's a million miles away from something worth spending your money on.)고 평했다.
일반 공개 후 씨넷리뷰는 킬러 타이틀 부재, 콘솔이라는 기대치에 비해 낮은 그래픽 사양, 안드로이드 휴대폰과의 연동 불가 등을 이유로 잠재력은 기대되나 현재의 구매 매력은 떨어진다고 평가, 별 5개 중 2개 반을 줬다.

## 같이 보기
- 부분 유료화
- 온라이브